# Ali Fawzi Rebaine
 (mars 2014).
Si vous disposez d'ouvrages ou d'articles de référence ou si vous connaissez des sites web de qualité traitant du thème abordé ici, merci de compléter l'article en donnant les références utiles à sa vérifiabilité et en les liant à la section « Notes et références ».
 (mai 2007).
Ali Fawzi Rebaine (arabe : علي فوزي رباعين), né le 24 janvier 1955 à Alger, est le président du parti Ahd 54 et ancien candidat aux élections présidentielle algérienne en 2004, 2009 et 2014.

## Biographie
Au mois d'octobre 1988, il est membre fondateur du Comité national contre la torture.
Il préside « l'Association des fils et filles de chahids de la wilaya d'Alger » jusqu'au mois de mars 1990.
Le 27 avril 1991, il devient secrétaire général du parti Ahd 54 qu'il vient de fonder. Il est réélu successivement au congrès des 5 et 6 mai 1998, puis à celui d'avril 2002.
Il est candidat à l'élection présidentielle algérienne de 2014. Abdelaziz Bouteflika est réélu dès le premier tour ; Ali Fawzi Rebaine se classe cinquième avec 0,99 % des voix.
Il annonce ne pas participer à l'élection présidentielle algérienne en 2019, dans le contexte du Hirak.
Arrêté et emprisonné du 23 septembre 1983 au 4 novembre 1984 à Berrouaghia pour atteinte à la sûreté de l'État dans l'affaire des Aurès, Ali Fawzi Rebaine fonde en février 1985 l' « association des fils et filles de chahids de la wilaya d'Alger ».
Après avoir participé à fonder la première ligue des droits de l'homme en juin 1985, il est arrêté, une seconde fois, le 5 juillet de la même année, pour atteinte à la sûreté de l'État par appel à un changement de régime, confection et distribution de tracts, constitution d'associations illégales et attroupement non armé. Il est alors condamné à 13 ans de prison à Tazoult (Batna). Il est libéré le 26 avril 1987 à la suite d'une grâce présidentielle.